# Вулиця Кошового Івана Сірка (Тернопіль)
Вулиця Кошового Івана Сірка — вулиця в житловому масиві «Канада» міста Тернополя. Названа на честь легендарного кошового отамана Запорозької Січі Івана Сірка.

## Відомості
Розпочинається від вулиці Полковника Дмитра Вітовського, пролягає на північ та закінчується біля будинку №37 вулиці Уласа Самчука. На вулиці розташовані переважно приватні будинки.

## Транспорт
Рух вулицею — двосторонній, дорожнє покриття — асфальт. Громадський транспорт по вулиці не курсує, найближчі зупинки знаходяться на проспекті Степана Бандери.